# 凛々しい兵士
『凛々しい兵士』（りりしいへいし、仏: Le Galant Militaire、英: The Gallant Soldier）、または『男が硬貨を差し出す若い女』（おとこがこうかをさしだすわかいおんな、仏: Jeune femme à laquelle un homme offre de l'argent、英: Young Woman to Whom a Man Offers Money）は、17世紀オランダ絵画黄金時代の画家ヘラルト・テル・ボルフが1660-1663年ごろにキャンバス上に油彩で制作した風俗画である。画面のマントルピース上のカルトゥーシュに、モノグラムの「GTB」という画家の署名が記されている。1783年にアムステルダムの競売でフランス王ルイ16世のために購入され、1793年以来、パリのルーヴル美術館に所蔵されている。

## 作品

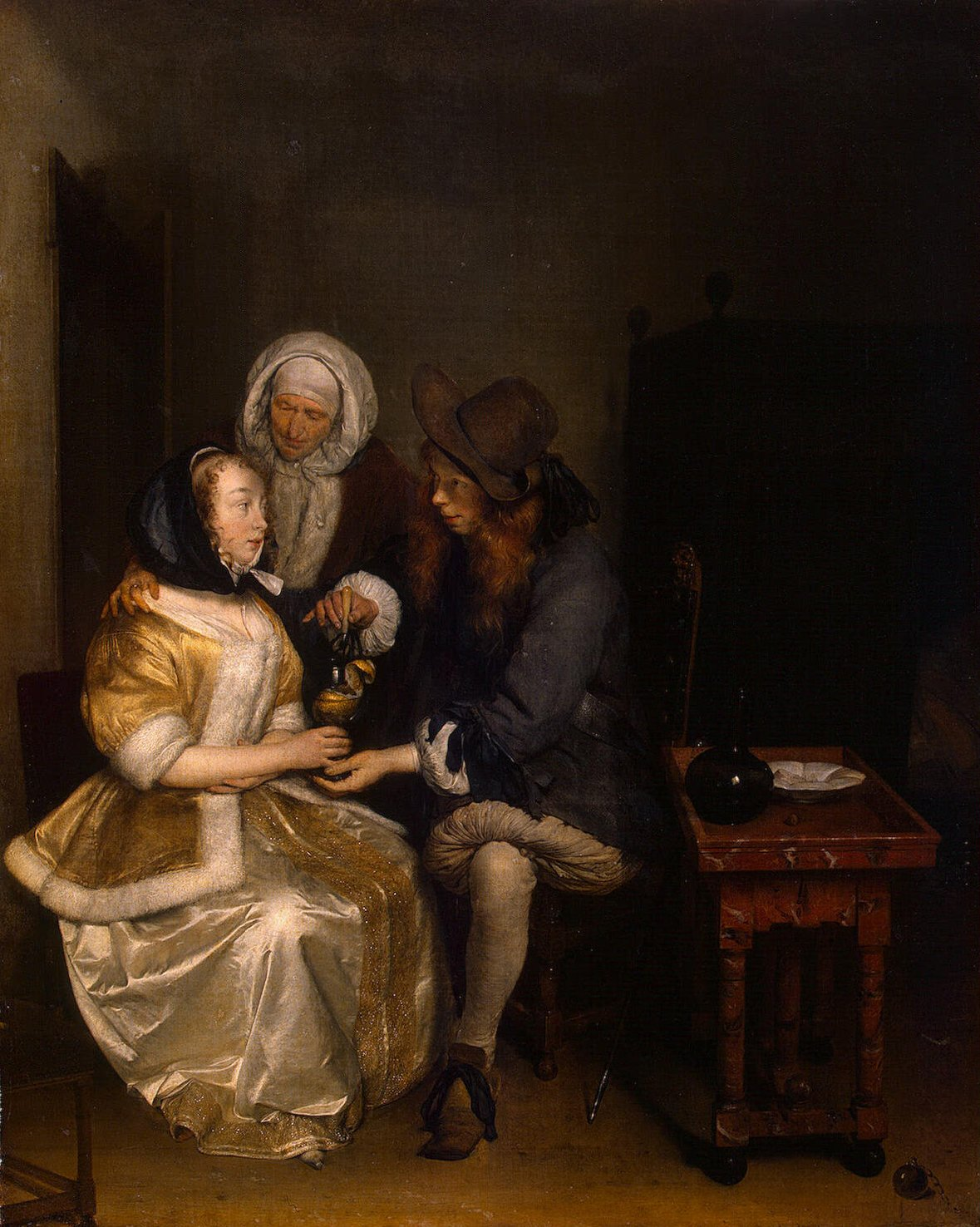
テル・ボルフ『一杯のレモネード』 (1664年ごろ)、エルミタージュ美術館、サンクトペテルブルク

画面の豪華な暖炉や娘の衣装は、上流社会を思わせるものである。にもかかわらず、太鼓腹の兵士の手のひらに載せられた硬貨や寝台の存在は、この絵画の主題が売春であることを示している。左側のテーブル上にあるレモンは疚しい愛の象徴である。しかし、やはりテル・ボルフの手になる『一杯のレモネード』 (エルミタージュ美術館、サンクトペテルブルク) など同様の情景に往々にして登場する女衒の老女の姿は見えない。硬貨を差し出されている美しい娘は内気そうに慎ましく目を伏せており、その胸の内は鑑賞者の想像に委ねられている。
上品で洗練された室内風俗画の開拓者で、ヨハネス・フェルメールにも大きな影響を与えたテル・ボルフの個性は、娼家を舞台にした本作のような作品でも一貫している。彼が得意とした女性の衣装、特にサテンのドレスの輝かしい描写は、この絵画でも遺憾なく発揮されている。人物の顔の表情、手を照らす光、静物の描写も素晴らしい。兵士のブーツの巨大なつま先の横にある、サテンのドレスの端から覗く娘の靴の配置、そして、茶、赤、淡黄、白、銀色の色彩の調和は計算されたものである。